# نام تو مقدس باد (آهنگ)
«نام تو مقدس باد» آخرین آهنگ آلبوم عدد اهریمن از گروه موسیقی آیرن میدن در سال ۱۹۸۲ است. این آهنگ توسط استیو هریس نوازنده گیتار بیس گروه نوشته شده است که به عنوان یکی از بهترین آهنگ‌های هوی‌متال در تمام دوران شناخته شده و همچنین یکی از آهنگ‌های امضای گروه به حساب می‌آید.

## مضمون
«نام تو مقدس باد» تقریباً در تمام اجراهای زنده گروه از زمان ضبط آلبوم خوانده شده است، به استثنای تور جهانی میدن انگلند در ۲۰۱۲–۲۰۱۴ و نیز مرحله دوم تور جهانی کتاب ارواح در ۲۰۱۷. آل موزیک آن را به‌عنوان «شاید مشهورترین آهنگ حماسی گروه» توصیف کرده است. این ترانه، داستان یک زندانی است که در شرف اعدام است و برخی از فلسفی‌ترین اشعار هریس را به گوش شنونده می‌رساند. از زمان ضبط آهنگ تاکنون، چندین نفر از اعضای گروه اعلام کرده‌اند که این آهنگ یکی از آهنگ‌های موردعلاقه‌شان است و بروس دیکنسون، آن را «فوق‌العاده» و اجرای زنده‌اش را مانند «روایت یک فیلم برای مخاطب» توصیف کرده است.
این آهنگ، چندین‌بار توسط گروه‌هایی مانند دریم تیاتر، مشین هد، کریدل آو فیلث و آیسد ارث، بازخوانی شده است. آیرون میدن این آهنگ را در سال ۲۰۰۵ برای پخش در رادیو بی‌بی‌سی ۱ و نیز در سال ۲۰۰۷ برای پخش در سریال تلویزیونی شبکه چهار بریتانیا با نام زنده از ابی‌رود دوباره ضبط کرده است.
عنوان این آهنگ، بخشی از دعای ربانی مسیحیان و کنایه‌ای به جهان‌بینی مسیحی است.